# مصطفى بصاص
مصطفى مهدي بصاص (2 يونيو 1993-)، لاعب كرة قدم سعودي محترف لعب آخر مرة مع نادي الفيصلي في دوري المحترفين.

## حياته
ينتمي إلى عائلة رياضية فهو ابن أخ اللاعبين السابقين مروان بصاص ومازن بصاص وابن عم اللاعبين محمد بصاص وأحمد بصاص. في عام 2013 ظهر مصطفى إلى جانب ليونيل ميسي على الغلاف الرسمي للعبة الفيديو فيفا 14 الموزعة في منطقة الشرق الأوسط لجميع المنصات باستثناء إصدارات وي ونينتندو 3دي أس. 

اللاعب مصطفى بصاص على غلاف لعبة الفيديو فيفا 14.

## مسيرته الرياضية

### النادي الأهلي
انضم لفريق أكاديمية النادي الأهلي وهو في الثالثة عشرة من عمره إلا أن ظروف الدراسية حينها لم تساعده على الاستمرار، حيث كان يدرس المتوسطة بعد الظهر، ما أجبره على التوقف عن اللعب في الأكاديمية.عاد للفريق عندما درس في ثانوية عثمان بن عفان، التي تنظم 15 دوريا في السنة لاكتشاف المواهب، حيث لعب في الدوري الصباحي، الذي تنطلق فعالياته بعد صلاة الفجر وتنتهي قبل الطابور الصباحي وبعد نهائي البطولة طلب منه أستاذ التربية البدنية ودكتور علم النفس فالح أبورجيلة التسجيل في النادي الأهلي ومنها انضم لفريق الناشئين تحت قيادة المدرب الهولندي (أندريه).

### نادي أحد
أنتقل من النادي الأهلي إلى نادي الفيصلي أحد مطلع عام 2018 .

### نادي الفيصلي
وقع مع نادي الفيصلي مطلع عام 2020 .

## إنجازات

### النادي
الأهلي
- الدوري السعودي للمحترفين: 2015–16
- كأس الملك: 2016
- كأس ولي العهد السعودي: 2014-15
- كأس السوبر السعودي: 2016
- كأس الاتحاد السعودي: 2012-13
- وصيف دوري أبطال آسيا: 2012

الفيصلي
- كأس الملك: 2020–21

### دولي
السعودية تحت سن 23 سنة
- تحت 23 كأس أمم الخليج: 2012

فردي
- تحت 23 كأس أمم الخليج أغلى لاعب: 2012
- لاعب الأهلي الموسم: 2012-13

- بطولة كأس الاتحاد السعودي لدرجة الناشئين (1429/1430هـ).
- كأس الاتحاد السعودي لدرجة الناشئين (1430/1431هـ).
- الدوري السعودي الممتاز لدرجة الناشئين (1430/1431هـ).
- كأس الاتحاد السعودي لدرجة الشباب (1431/1432هـ)وكان حينها قائدا للفريق.
- التأهل مع منتخب المملكة للشباب لمونديال كولمبيا 2011.
- التأهل مع الاهلي إلى نهائي دوري ابطال اسيا (2012/2013م).
- كأس خادم الحرمين الشريفين (2014)
- بطولة كأس ولي العهد مع الأهلي (2015)
- بطولة دوري المحترفين (2016)
- كأس خادم الحرمين الشريفين (2016)
- كأس السوبر (2016)
- كأس خادم الحرمين الشريفين 2020–21

## وصلات خارجية
- مصطفى بصاص على موقع الاتحاد الدولي (مؤرشف)  (الإنجليزية)
- مصطفى بصاص على موقع قاعدة بيانات كرة القدم.إي يو (الإنجليزية)
- مصطفى بصاص على موقع ناشيونال فوتبول تيمز (الإنجليزية)
- مصطفى بصاص على موقع Soccerway.com (الإنجليزية)

- احصائيات اللاعب في دوري المحترفين.
- احصائيات اللاعب في المنتخب.